# Carol Eve Rossen
Carol Eve Rossen (* 12. August 1937 als Carol Eve Rosen in Los Angeles, Kalifornien) ist eine US-amerikanische Serien- und Filmschauspielerin.

## Werdegang
Sie begann ihre Karriere als Schauspielerin 1960, als sie als Lacey in der Folge „The Lie“ der Anthologie-Serie The DuPont Show with June Allyson auftauchte. Seitdem hat sie in mehreren Serien Gastauftritte gehabt. Die Schauspielerin ist durch ihre Arbeit in den Filmen Dann kam Bronson (1969), Die Frauen von Stepford (1975) und Teufelskreis Alpha (1978) bekannt. Nach einem Auftreten in dem Fernsehfilm Verlorene Träume beendete sie ihre Karriere.
Sie ist die Tochter von Robert Rossen und dessen Frau Suse Siegel und hat zwei Geschwister, Ellen und Stephen. Sie war 1966 bis 1983 mit Hal Holbrook verheiratet. Beide haben eine gemeinsame Tochter, Eve.
Am 14. Februar 1984 joggte Rossen durch den Will Rogers State Historic Park in Los Angeles, als sie von einem Unbekannten mit einem Vorschlaghammer angegriffen wurde. Sie stellte sich tot und überlebte. Der Täter wurde nie identifiziert oder gefasst. Sie beschrieb ihr Erlebnis in dem Buch Counterpunch: A Woman's Journey from the Terror of Violence through Rage to Survival, welches am 25. Mai 1988 beim Verlag Dutton (heute Penguin Random House) erschien.

## Filmografie (Auswahl)

### Filme
- 1962: The Crimebusters (Regie: Boris Sagal)
- 1969: Dann kam Bronson (Then Came Bronson)
- 1969: Das Arrangement (The Arrangement)
- 1971: Rache (Revenge!) (Fernsehfilm)
- 1975: Die Frauen von Stepford (The Stepford Wives)
- 1976: Witwe (Fernsehfilm)
- 1978: Der Geist von Flug 401 (The Ghost of Flight 401)
- 1978: Teufelskreis Alpha
- 1980: Portrait einer Rebellin: Margaret Sanger (Portrait of a Rebel: The Remarkable Mrs. Sanger)
- 1982: Eine Frage der Ehre (Fernsehfilm)
- 1982: Not in Front of the Children (Fernsehfilm)
- 1983: Fröhliches Ende (Fernsehfilm)
- 1995: Verlorene Träume (Fernsehfilm)

### Serien
- 1960: The DuPont Show with June Allyson (1 Folge)
- 1961: Perry Mason (2 Folgen)
- 1961: Polizeirevier 87 (1 Folge)
- 1961: The Lawless Years (8 Folgen)
- 1961–1964: Stationsarzt Dr. Kildare (2 Folgen)
- 1962: Ben Casey (1 Folge)
- 1962–1963: Gnadenlose Stadt (3 Folgen)
- 1963: East Side/West Side (1 Folge)
- 1964: The Nurses (1 Folge)
- 1964–1966: Auf der Flucht (5 Folgen)
- 1965: Preston & Preston (1 Folge)
- 1965: Geächtet (1 Folge)
- 1966: FBI (1 Folge)
- 1967: Invasion von der Wega (1 Folge)
- 1969: CBS Playhouse (1 Folge)
- 1975: Die Straßen von San Francisco ?( Staffel 3) ( Folge 18)